# Krazy
«Krazy» es el primer sencillo lanzado por el rapero Pitbull de su álbum Rebelution. Cuenta con la colaboración del rapero Lil Jon. La canción alcanzó el # 30 en la Billboard Hot 100 en los Estados Unidos, siendo en ese momento el tercer pico más alto de Pitbull en dicha lista. Contiene el sampleo de "Cream", original del productor italiano Federico Franchi lanzada en 2007. Asimismo, incorpora muestras de una canción propia de Pitbull, "Toma". También hay otra versión que se toca en San Diego, mencionando todos los sitios en la zona.

## Lista de canciones
Sencillo digital
1. «Krazy»  (con Lil Jon) - 3:48

Sencillo digital (Versión española)
1. «Krazy» (Versión española)  (featuring Lil Jon)  - 3:48

## Video musical
El video musical se estrenó en YahooMusic.com y ha sido reproducido más de 10 millones de veces en su canal oficial de Pitbull. Aparecen artistas como Fat Joe, Rick Ross, y Hurricane Chris.

## Curiosidades
- El tema aparece en la banda sonora de la película Fast & Furious.